# Dypsis pinnatifrons
Dypsis pinnatifrons är en enhjärtbladig växtart som beskrevs av Carl Friedrich Philipp von Martius. Dypsis pinnatifrons ingår i släktet Dypsis och familjen Arecaceae. IUCN kategoriserar arten globalt som livskraftig. Inga underarter finns listade i Catalogue of Life.